# Celeron D
Il Celeron D sono particolari versioni di processore Intel Celeron, progettate a partire dal design della CPU Pentium 4 basata su core Prescott e, successivamente, core Cedar Mill.
Per distinguere i nuovi Celeron da tutti quelli basati sulle generazioni precedenti Intel ha appunto deciso di aggiungere il suffisso "D".
Inizialmente il Celeron D era basato su un unico core, conosciuto come Prescott-V, che era in sostanza un core Prescott, con cache L2 ridotta e bus a 533 MHz, pur mantenendo, almeno nell'ultima revisione, il supporto alle istruzioni a 64 bit, EM64T. L'evoluzione del core Prescott-V è stata Cedar Mill che è alla base anche dell'evoluzione di Prescott per i Pentium 4.

## Caratteristiche principali

### Prescott-V
Il primo processore Celeron D ha nome in codice Prescott-V (Prescott-Value). Come il nome lascia intuire si tratta di una versione ridotta del core Prescott già usato per il Pentium 4; la cache L2 è di 256 KB (contro 1024), la frequenza di FSB è di 533 MHz (contro 800), e mancano del tutto le tecnologie Hyper-Threading e SpeedStep.

### Cedar Mill
Si tratta dell'evoluzione del core Prescott per i Pentium 4 che però è alla base anche di alcune versioni di Celeron D. Si tratta della prima CPU per il settore desktop costruita a 65 nm da parte di Intel, ma non introduce significative innovazioni rispetto al predecessore a parte una certa propensione all'overcloccabilità. Una nota testata giornalistica infatti, è riuscita a overcloccare un Celeron D 356, dai 3,33 GHz originali fino a 5 GHz, innalzando semplicemente il bus a 800 MHz e lasciando invariato il moltiplicatore a 25x.

## Modelli
La tabella seguente mostra tutti i modelli di Celeron D arrivati sul mercato. Molti di questi condividono caratteristiche comuni e per questo motivo, allo scopo di rendere maggiormente evidente tali affinità e "alleggerire" la visualizzazione alcune colonne mostrano un valore comune a più righe. Di seguito anche una legenda dei termini (alcuni abbreviati) usati per l'intestazione delle colonne:
- Nome Commerciale: si intende il nome con cui è stato immesso in commercio quel particolare esemplare.
- Data: si intende la data di immissione sul mercato di quel particolare esemplare.
- N°C: sta per "N°Core" e si intende il numero di core montati sul package: 1 se "single core" o 2 se "dual core".
- Socket: lo zoccolo della scheda madre in cui viene inserito il processore. In questo caso il numero rappresenta oltre al nome anche il numero dei pin di contatto.
- Clock: la frequenza di funzionamento del processore.
- Molt.: sta per "Moltiplicatore" ovvero il fattore di moltiplicazione per il quale bisogna moltiplicare la frequenza di bus per ottenere la frequenza del processore.
- Pr.Prod.: sta per "Processo produttivo" e indica tipicamente la dimensione dei gate dei transistors (180 nm, 130 nm, 90 nm) e il numero di transistor integrati nel processore espresso in milioni.
- Voltag.: sta per "Voltaggio" e indica la tensione di alimentazione del processore.
- Watt: si intende il consumo massimo di quel particolare esemplare.
- Bus: frequenza del bus di sistema.
- Cache: dimensione delle cache di 1º e 2º livello.
- XD: sta per "XD-bit" e indica l'implementazione della tecnologia di sicurezza che evita l'esecuzione di codice malevolo sul computer.
- 64: sta per "EM64T" e indica l'implementazione della tecnologia a 64 bit di Intel.
- HT: sta per "Hyper-Threading" e indica l'implementazione della esclusiva tecnologia Intel che consente al sistema operativo di vedere 2 core logici.
- ST: sta per "SpeedStep Technology" ovvero la tecnologia di risparmio energetico sviluppata da Intel e inserita negli ultimi Pentium 4 Prescott serie 6xx per contenere il consumo massimo.
- VT: sta per "Vanderpool Technology", la tecnologia di virtualizzazione che rende possibile l'esecuzione simultanea di più sistemi operativi differenti contemporaneamente.
- Core: si intende il nome in codice del progetto alla base di quel particolare esemplare.

| Nome Commerciale | Data              | Socket | N°C | Clock    | Molt. | Pr.Prod. | Voltag. | Watt | Bus     | Cache            | XD | 64 | HT | ST | VT | Core       |
| ---------------- | ----------------- | ------ | --- | -------- | ----- | -------- | ------- | ---- | ------- | ---------------- | -- | -- | -- | -- | -- | ---------- |
| Celeron D 315    | 24 giugno 2004    | 478    | 1   | 2,26 GHz | 17x   | 90 nm    | 1,4 V   | N.A. | 533 MHz | L1=16KB L2=256KB | No | No | No | No | No | Prescott-V |
| Celeron D 320    | 24 giugno 2004    | 478    | 1   | 2,4 GHz  | 18x   | 90 nm    | 1,4 V   | N.A. | 533 MHz | L1=16KB L2=256KB | No | No | No | No | No | Prescott-V |
| Celeron D 325    | 24 giugno 2004    | 478    | 1   | 2,53 GHz | 19x   | 90 nm    | 1,4 V   | N.A. | 533 MHz | L1=16KB L2=256KB | No | No | No | No | No | Prescott-V |
| Celeron D 330    | 24 giugno 2004    | 478    | 1   | 2,6 GHz  | 19,5x | 90 nm    | 1,4 V   | N.A. | 533 MHz | L1=16KB L2=256KB | No | No | No | No | No | Prescott-V |
| Celeron D 335    | 24 giugno 2004    | 478    | 1   | 2,8 GHz  | 21x   | 90 nm    | 1,4 V   | N.A. | 533 MHz | L1=16KB L2=256KB | No | No | No | No | No | Prescott-V |
| Celeron D 340    | 22 settembre 2004 | 478    | 1   | 2,93 GHz | 22x   | 90 nm    | 1,4 V   | N.A. | 533 MHz | L1=16KB L2=256KB | No | No | No | No | No | Prescott-V |
| Celeron D 345    | 23 novembre 2004  | 478    | 1   | 3,06 GHz | 23x   | 90 nm    | 1,4 V   | N.A. | 533 MHz | L1=16KB L2=256KB | No | No | No | No | No | Prescott-V |
| Celeron D 325 J  | N.A.              | 775    | 1   | 2,53 GHz | 19x   | 90 nm    | 1,4 V   | N.A. | 533 MHz | L1=16KB L2=256KB | Sì | No | No | No | No | Prescott-V |
| Celeron D 330 J  | N.A.              | 775    | 1   | 2,6 GHz  | 19,5x | 90 nm    | 1,4 V   | N.A. | 533 MHz | L1=16KB L2=256KB | Sì | No | No | No | No | Prescott-V |
| Celeron D 335 J  | N.A.              | 775    | 1   | 2,8 GHz  | 21x   | 90 nm    | 1,4 V   | N.A. | 533 MHz | L1=16KB L2=256KB | Sì | No | No | No | No | Prescott-V |
| Celeron D 340 J  | N.A.              | 775    | 1   | 2,93 GHz | 22x   | 90 nm    | 1,4 V   | N.A. | 533 MHz | L1=16KB L2=256KB | Sì | No | No | No | No | Prescott-V |
| Celeron D 345 J  | N.A.              | 775    | 1   | 3,06 GHz | 23x   | 90 nm    | 1,4 V   | N.A. | 533 MHz | L1=16KB L2=256KB | Sì | No | No | No | No | Prescott-V |
| Celeron D 350 J  | N.A.              | 775    | 1   | 3,2 GHz  | 24x   | 90 nm    | 1,4 V   | N.A. | 533 MHz | L1=16KB L2=256KB | Sì | No | No | No | No | Prescott-V |
| Celeron D 326 J  | N.A.              | 775    | 1   | 2,53 GHz | 19x   | 90 nm    | 1,4 V   | N.A. | 533 MHz | L1=16KB L2=256KB | Sì | Sì | No | No | No | Prescott-V |
| Celeron D 331 J  | N.A.              | 775    | 1   | 2,6 GHz  | 19,5x | 90 nm    | 1,4 V   | N.A. | 533 MHz | L1=16KB L2=256KB | Sì | Sì | No | No | No | Prescott-V |
| Celeron D 336 J  | N.A.              | 775    | 1   | 2,8 GHz  | 21x   | 90 nm    | 1,4 V   | N.A. | 533 MHz | L1=16KB L2=256KB | Sì | Sì | No | No | No | Prescott-V |
| Celeron D 341 J  | N.A.              | 775    | 1   | 2,93 GHz | 22x   | 90 nm    | 1,4 V   | N.A. | 533 MHz | L1=16KB L2=256KB | Sì | Sì | No | No | No | Prescott-V |
| Celeron D 346 J  | N.A.              | 775    | 1   | 3,06 GHz | 23x   | 90 nm    | 1,4 V   | N.A. | 533 MHz | L1=16KB L2=256KB | Sì | Sì | No | No | No | Prescott-V |
| Celeron D 351 J  | N.A.              | 775    | 1   | 3,2 GHz  | 24x   | 90 nm    | 1,4 V   | N.A. | 533 MHz | L1=16KB L2=256KB | Sì | Sì | No | No | No | Prescott-V |
| Celeron D 355    | gennaio 2006      | 775    | 1   | 3,33 GHz | 24x   | 90 nm    | 1,4 V   | N.A. | 533 MHz | L1=16KB L2=256KB | Sì | Sì | No | No | No | Prescott-V |
| Celeron D 352    | 28 maggio 2006    | 775    | 1   | 3,2 GHz  | 24x   | 65 nm    | 1,3 V   | N.A. | 533 MHz | L1=16KB L2=512KB | Sì | Sì | No | No | No | Cedar Mill |
| Celeron D 356    | 28 maggio 2006    | 775    | 1   | 3,33 GHz | 25x   | 65 nm    | 1,3 V   | N.A. | 533 MHz | L1=16KB L2=512KB | Sì | Sì | No | No | No | Cedar Mill |
| Celeron D 360    | 5 settembre 2006  | 775    | 1   | 3,46 GHz | 26x   | 65 nm    | 1,3 V   | N.A. | 533 MHz | L1=16KB L2=512KB | Sì | Sì | No | No | No | Cedar Mill |
| Celeron D 347    | 22 ottobre 2006   | 775    | 1   | 3,06 GHz | 23x   | 65 nm    | 1,3 V   | N.A. | 533 MHz | L1=16KB L2=512KB | Sì | Sì | No | No | No | Cedar Mill |

## La fine del Celeron D
A metà del 2007 la produzione dei modelli 350, 345, 340, 335, 330, 326, 325, 320, 315 e 310 è stata sospesa, e tutta la produzione di CPU basate sull'architettura NetBurst è stata sospesa alla fine del 2007.Poco prima è cominciato il taglio dei prezzi, di seguito vengono riportati i modelli interessati e i prezzi prima e dopo il 22 ottobre 2006:
- Celeron D 360 - passa da 84 $ a 69 $
- Celeron D 356 - passa da 74 $ a 59 $
- Celeron D 355 - passa da 69 $ a 59 $
- Celeron D 352 - passa da 69 $ a 54 $
- Celeron D 351 - passa da 59 $ a 54 $
- Celeron D 346 - passa da 54 $ a 49 $
- Celeron D 341 - passa da 54 $ a 49 $
- Celeron D 336 - passa da 49 $ a 44 $
- Celeron D 331 - passa da 44 $ a 39 $
- Celeron D 326 - passa da 39 $ a 34 $